# Łukasz Kubot
Łukasz Kubot (Bolesławiec, 16 de Maio de 1982) é um tenista profissional polaco, que foi um bom jogador de simples, onde seu melhor ranking foi 41° do mundo, em abril de 2010. Mas seus melhores resultados foram obtidos posteriormente, nas duplas, onde atingiu seu melhor ranking como número 1 do mundo em 2018, conquistando 24 títulos até o momento, incluindo o Australian Open em 2014 e Wimbledon em 2017, este com o brasileiro Marcelo Melo.

## Grand Slam finais

### Duplas: 2 (2–2)
| Posição | Ano  | Campeonato      | Piso  | Parceiro         | Oponentes                  | Placar                         |
| ------- | ---- | --------------- | ----- | ---------------- | -------------------------- | ------------------------------ |
| Campeão | 2014 | Australian Open | Duro  | Robert Lindstedt | Eric Butorac Raven Klaasen | 6–3, 6–3                       |
| Campeão | 2017 | Wimbledon       | Grama | Marcelo Melo     | Oliver Marach Mate Pavić   | 5–7, 7–5, 7–6(7–2), 3–6, 13–11 |

## Masters 1000 finais

### Duplas: 4 (2–2)
| Posição | Ano  | Campeonato   | Piso   | Parceiro         | Oponentes                    | Placar                |
| ------- | ---- | ------------ | ------ | ---------------- | ---------------------------- | --------------------- |
| Vice    | 2012 | Roma         | Saibro | Janko Tipsarević | Marcel Granollers Marc López | 3–6, 2–6              |
| Vice    | 2017 | Indian Wells | Duro   | Marcelo Melo     | Raven Klaasen Rajeev Ram     | 7–6(7–1), 4–6, [8–10] |

## ATP finais

### Simples: 2 (0–2)
| Legenda                           |
| --------------------------------- |
| Grand Slam (0–0)                  |
| ATP World Tour Finals (0–0)       |
| ATP World Tour Masters 1000 (0–0) |
| ATP World Tour 500 Series (0–0)   |
| ATP World Tour 250 Series (0–2)   |

| Posição | N. | Data               | Torneio                              | Piso   | Oponente            | Placar        |
| ------- | -- | ------------------ | ------------------------------------ | ------ | ------------------- | ------------- |
| Vice    | 1. | Maio 4, 2009       | Serbia Open, Belgrado, Servia        | Saibro | Novak Djokovic      | 3–6, 6–7(0–7) |
| Vice    | 2. | Fevereiro 14, 2010 | Brasil Open, Costa do Sauípe, Brasil | Saibro | Juan Carlos Ferrero | 1–6, 0–6      |

### Duplas: 16 (9–7)
| Legenda                           |
| --------------------------------- |
| Grand Slam (1–0)                  |
| ATP World Tour Finals (0–0)       |
| ATP World Tour Masters 1000 (0–1) |
| ATP World Tour 500 Series (2–1)   |
| ATP World Tour 250 Series (6–5)   |

| Posição | N. | Data               | Torneio                                       | Piso        | Parceiro           | Opponentes                            | Placar                |
| ------- | -- | ------------------ | --------------------------------------------- | ----------- | ------------------ | ------------------------------------- | --------------------- |
| Vice    | 1. | Abril 23, 2007     | Grand Prix Hassan II, Casablanca, Marrocos    | Saibro      | Oliver Marach      | Jordan Kerr David Škoch               | 7–6(7–4), 1–6, [10–4] |
| Vice    | 2. | Outubro 22, 2007   | Grand Prix de Tennis de Lyon, Lyon, França    | Carpete (i) | Lovro Zovko        | Sébastien Grosjean Jo-Wilfried Tsonga | 4–6, 3–6              |
| Vice    | 3. | Fevereiro 23, 2009 | Abierto Mexicano Telcel, Acapulco, México     | Saibro      | Oliver Marach      | František Čermák Michal Mertiňák      | 6–4, 4–6, [7–10]      |
| Campeão | 1. | Abril 6, 2009      | Grand Prix Hassan II, Casablanca, Marrocos    | Saibro      | Oliver Marach      | Simon Aspelin Paul Hanley             | 7–6(7–4), 3–6, [10–6] |
| Campeão | 2. | Maio 4, 2009       | Serbia Open, Belgrado, Servia                 | Saibro      | Oliver Marach      | Johan Brunström Jean-Julien Rojer     | 6–2, 7–6(7–3)         |
| Campeão | 3. | Novembro 1, 2009   | Bank Austria-TennisTrophy, Vienna, Áustria    | Duro (i)    | Oliver Marach      | Julian Knowle Jürgen Melzer           | 2–6, 6–4, [11–9]      |
| Campeão | 4. | Fevereiro 6, 2010  | Movistar Open, Santiago, Chile                | Saibro      | Oliver Marach      | Potito Starace Horacio Zeballos       | 6–4, 6–0              |
| Vice    | 4. | Fevereiro 14, 2010 | Brasil Open, Costa do Sauípe, Brazil          | Saibro      | Oliver Marach      | Pablo Cuevas Marcel Granollers        | 5–7, 4–6              |
| Campeão | 5. | Fevereiro 27, 2010 | Abierto Mexicano Telcel, Acapulco, México     | Saibro      | Oliver Marach      | Fabio Fognini Potito Starace          | 6–0, 6–0              |
| Campeão | 6. | Setembro 25, 2010  | BRD Năstase Ţiriac Trophy, Bucareste, Romênia | Saibro      | Juan Ignacio Chela | Marcel Granollers Santiago Ventura    | 6–2, 5–7, [13–11]     |
| Vice    | 5. | Fevereiro 5, 2011  | Movistar Open, Santiago, Chile                | Saibro      | Oliver Marach      | Marcelo Melo Bruno Soares             | 3–6, 6–7(3–7)         |
| Vice    | 6. | Abril 27, 2012     | BRD Năstase Ţiriac Trophy, Bucareste, Romênia | Saibro      | Jérémy Chardy      | Robert Lindstedt Horia Tecău          | 6–7(2–7), 3–6         |
| Vice    | 7. | Maio 20, 2012      | Internazionali BNL d'Italia, Rome, Itália     | Saibro      | Janko Tipsarević   | Marcel Granollers Marc López          | 3–6, 2–6              |
| Campeão | 7. | Julho 15, 2012     | MercedesCup, Stuttgart, Alemanha              | Saibro      | Jérémy Chardy      | Michal Mertiňák André Sá              | 6–1, 6–3              |
| Campeão | 8. | March 2, 2013      | Abierto Mexicano Telcel, Acapulco, México     | Saibro      | David Marrero      | Simone Bolelli Fabio Fognini          | 7–5, 6–2              |
| Campeão | 9. | Janeiro 25, 2014   | Australian Open, Melbourne, Austrália         | Duro        | Robert Lindstedt   | Eric Butorac Raven Klaasen            | 6–3, 6–3              |

## Ligações Externas
- Perfil na ATP (em inglês)
- Sitio Oficial (em inglês)